# 松浦篤信
松浦 篤信（まつら あつのぶ）は、江戸時代中期の大名。肥前平戸藩の第6代藩主。官位は従五位下・肥前守。

## 略歴
第4代藩主・松浦鎮信（天祥）の四男。母は岡氏。正室は稲葉正則の娘。側室は池内氏、松村氏、小宮氏、伊藤氏。子に松浦有信（長男）、松浦誠信（次男）、松浦交信（五男）、松浦到（六男）、松浦雅信（九男）、松浦義信（十男）、松浦信桯（十一男）、娘（牧野貞通正室）、娘（朝倉豊良室）、娘（本多忠如正室）、娘（篤信の弟・松浦斉の養女）。
江戸浅草に生まれる。幼名は数馬。元禄9年（1696年）4月6日、兄で5代藩主であった松浦棟の長男・長が早くに死去したため、棟の養嗣子となった。同年5月21日、5代将軍・徳川綱吉に拝謁した。元禄11年8月22日、江戸城の菊間詰めとなる。同年12月15日、従五位下・肥前守に叙任する。宝永元年（1704年）5月28日、養父・棟と共に初めてお国入りする許可を得る。宝永6年4月28日、養父・棟と共に江戸城の柳間詰めに戻される。
正徳3年（1713年）2月11日、養父・棟の隠居により、家督を相続する。藩政においては「田畑割御定法」を制定して農村再編を図り、さらに向後崎番所を設置するなどして藩政改革を図ったが、あまり効果はなかった。棟と違って11男8女という子女に恵まれている。享保12年（1727年）閏1月2日、病気を理由に家督を長男の有信に譲って隠居した。宝暦6年（1756年）12月3日に74歳で死去した。法号は松英院殿。墓所は墨田区の天祥寺。後に平戸市の雄香寺に改葬された。
明治天皇は7世孫である。

## 系譜
子女は11男8女
- 父：松浦鎮信（1622年 - 1703年）
- 母：岡氏
- 養父：松浦棟（1646年 - 1713年） - 松浦鎮信の長男
- 正室：稲葉正則の娘
- 側室：小宮氏
  - 長男：松浦有信（1710年 - 1728年）
- 側室：池内氏
  - 次男：松浦誠信（1712年 - 1779年） - 松浦有信の養子
- 側室：松村氏
  - 十一男：松浦信桯（1736年 - 1813年） - 松浦信正の養子
- 側室：伊藤氏
- 生母不明の子女
  - 五男：松浦交信
  - 六男：松浦到（1716年 - 1783年） - 松浦鄰の養子
  - 九男：松浦雅信
  - 十男：松浦義信
  - 女子：牧野貞通正室
  - 女子：朝倉豊良室
  - 女子：吉子 - 本多忠如正室
  - 女子：松浦斉養女
- 養子
  - 女子：松平乗薀正室 - 千本倶隆の娘